# Ramón de Campoamor y Campoosorio
Pour les articles homonymes, voir Campoamor.
Ramón de Campoamor y Campoosorio, né le 24 septembre 1817 à Navia et mort le 12 février 1901 à Madrid, est un poète espagnol.

## Biographie
Ramón de Campoamor y Campoosori naît le 24 septembre 1817 à Navia.
Après des études de latin et de philosophie, il se rend à Madrid en 1838 pour poursuivre des études de médecine, mais se tourne vers la littérature.
En 1871-1872, il collabore avec Benito Pérez Galdós à Las españolas pintadas por los españoles (es), sur le modèle des Españoles pintados por sí mismos, œuvre costumbriste de 1843-1844, laquelle s'inspire des Français peints par eux-mêmes (1840-1842).
Il meurt le 12 février 1901 à Madrid.